# کورنلیو رب
کورنلیو رب (انگلیسی: Corneliu Robe؛ ۲۳ مهٔ ۱۹۰۸ – ۴ ژانویهٔ ۱۹۶۹) یک بازیکن فوتبال اهل رومانی بود.
وی همچنین در تیم ملی فوتبال رومانی بازی کرده‌است.